# Gesellschaft für Hochschulforschung
Die Gesellschaft für Hochschulforschung (GfHf) wurde 2006 in Kassel gegründet. Sie wird als gemeinnütziger Verein geführt und umfasst 2015 ca. 350 aktive Mitglieder aus allen Bereichen der Forschung über Hochschulen („Hochschulforschung“). Der Vorstand wird für jeweils zwei Jahre auf den Mitgliederversammlungen während der Jahrestagungen in geraden Jahren gewählt. Die GfHf bietet Hochschulforschern aus verschiedenen Fachdisziplinen die Möglichkeit, einen fächerübergreifenden Diskurs zum Forschungsgegenstand "Hochschule" zu führen. Nachwuchswissenschaftlern eröffnet die Gesellschaft für Hochschulforschung eine Plattform für den Austausch mit anderen Nachwuchskräften und etablierten Wissenschaftlern. Die GfHf engagiert sich zunehmend auch im Bereich der Internationalisierung und initiiert Kooperationen mit Forschungsgesellschaften im deutschsprachigen Raum.
Die Gesellschaft leistet die Außendarstellung der Hochschulforschung mit den Standbeinen Wissenschaft, Management und Politik.

## Jahrestagungen
Einmal im Jahr organisiert der Vorstand eine Konferenz zu einem aktuellen Thema der Hochschulforschung, auf der der Ulrich Teichler Preis für hervorragende Dissertationen/Abschlussarbeiten feierlich verliehen wird. Im Rahmen der Jahrestagungen finden auch die Mitgliederversammlungen und zweijährig in geraden Jahren auch die Vorstandswahlen statt.
Übersicht der Jahrestagungen:
1. 2006 – International Centre for Higher Education Research (INCHER), Kassel. Thema: „Neue Governance-Modelle an Hochschulen: Erwartungen, Praxis, Wirkungen“
2. 2007 – Bayerisches Staatsinstitut für Hochschulforschung (IHF) München. Thema: „Beschäftigungsfähigkeit, Kompetenzerwerb, Verwendung von Kompetenzen im Beruf“
3. 2008 – Zentrum für Hochschul- und Weiterbildung (ZHW) / Universität Hamburg, Hamburg. Thema: „Hochschulzugang und Übergänge in der Hochschule: Selektionsprozesse und Ungleichheiten“
4. 2009 – Deutsche Hochschule für Verwaltungswissenschaften (DHV), Speyer. Thema: „Innovation und Kreativität an Hochschulen: Ihre Bedeutung für Lehre, Organisation und Forschung“
5. 2010 – HIS Hochschul-Informations-System GmbH (heute: DZHW), Hannover. Thema: „Herausforderung Internationalisierung - Die Hochschulen auf dem Weg zum europäischen Hochschulraum - Stand und Perspektiven“
6. 2011 – Institut für Hochschulforschung (HoF), Halle-Wittenberg. Thema: „Wettbewerb und Hochschulen“
7. 2012 – Alpen-Adria Universität (AAU), Wien. Thema: „Wissenschaft als Beruf - heute. Perspektiven des akademischen Nachwuchs in der Wissensgesellschaft“
8. 2013 – Humboldt-Universität (HU) zu Berlin. Thema: „Differenzierung des Hochschulsystems in Deutschland und im internationalen Vergleich – Herausforderungen, Entwicklungsansätze und Folgen“
9. 2014 – Zentrum für HochschulBildung / Technische Universität Dortmund, Dortmund. Thema: „Tabus an der Hochschule“
10. 2015 – INCHER Kassel. Thema: „Theoriebildung und Methodenentwicklung in der Hochschulforschung“
11. 2016 – IHF – Bayerisches Staatsinstitut für Hochschulforschung und Hochschulplanung. Thema: Neue Formen der Governance an Hochschulen und Forschungseinrichtungen: Forschungsstand und -Perspektiven
12. 2017 – Gottfried Wilhelm Leibniz Universität Hannover, Thema: Digitalisierung der Hochschulen: Forschung, Lehre und Administration
13. 2018 – Deutsche Universität für Verwaltungswissenschaften Speyer. Thema: Verortung der Hochschule
14. 2019 – Otto-von-Guericke-Universität Magdeburg. Thema: Transformation der Gesellschaft – Transformation der Wissenschaft – Wissensproduktion und Wissenschaftskommunikation in einer sich verändernden Arbeits- und Lebenswelt
15. 2020 – Universität Hamburg. Thema: Hochschullehre im Spannungsfeld zwischen individueller und institutioneller Verantwortung
16. 2021 – Justus-Liebig-Universität Gießen. Thema: Qualität im Hochschulsystem
17. 2022 – Universität für Angewandte Kunst in Wien. Thema: Neue Zeiten – alte Strategien? Veränderung von Studiennachfrage, Bedürfnissen von Studierenden und Anforderungen an Absolventen
18. 2023 – Hochschule Osnabrück. Das Zusammenspiel von Hochschulforschung und Hochschulentwicklung: Empirie, Transfer und Wirkungen

## Aufgaben und Ziele
Die Hochschulforschung bearbeitet Forschungsfragen, die durch Veränderungen der Hochschulsysteme und des Verhältnisses von Wissenschaft und Gesellschaft aufgeworfen werden. Angesichts grundlegender Reformen und rascher Entwicklungen im Hochschulwesen wird nach Ansicht der Gesellschaft häufiger wissenschaftliche Beratung durch Experten notwendig. In der Gesellschaft für Hochschulforschung sind Forscher aus wichtigen Hochschul- und Bildungsforschungseinrichtungen im D-A-CH-Raum vertreten.
- Vernetzung der Hochschulforscher im deutschsprachigen Raum:
  - E-Mail-Verteilerliste
  - Newsletter
- Kooperationen zwischen Wissenschaftlern an Forschungsinstituten und Hochschulen (regional und international)
- Außendarstellung der Hochschulforschung als Forschungsgegenstand mit den Standbeinen Wissenschaft, Management und Politik
- Förderung und Vernetzung der Nachwuchswissenschaftler im Bereich der Hochschulforschung (HoFoNa) durch:
  - Eine E-Mail-Verteilerliste
  - Die jährliche Ausschreibung des Ulrich Teichler Preises für hervorragende Dissertationen und Abschlussarbeiten
  - Ein Mentoring-Programm
  - Aufbau eines HoFoNa Online-Directory
- Verbreitung von (theoretischen/empirischen, qualitativen und quantitativen) Forschungsergebnissen aus der Hochschulforschung
- Förderung der interdisziplinären Forschung über Hochschulen und ihre Internationalisierung

## Vorstand
Vorsitzender der GfHf von 2014 bis 2022 war Georg Krücken. Die Deutsch-Chinesische Zusammenarbeit wird für die GfHf von Margret Bülow-Schramm (2. Vorsitzende der Gesellschaft bis 2022, bis 2014 Vorsitzende) vertreten. Seit 2022 üben Edith Braun und Michael Hölscher den Vorsitz aus.